# Заставний Федір Дмитрович

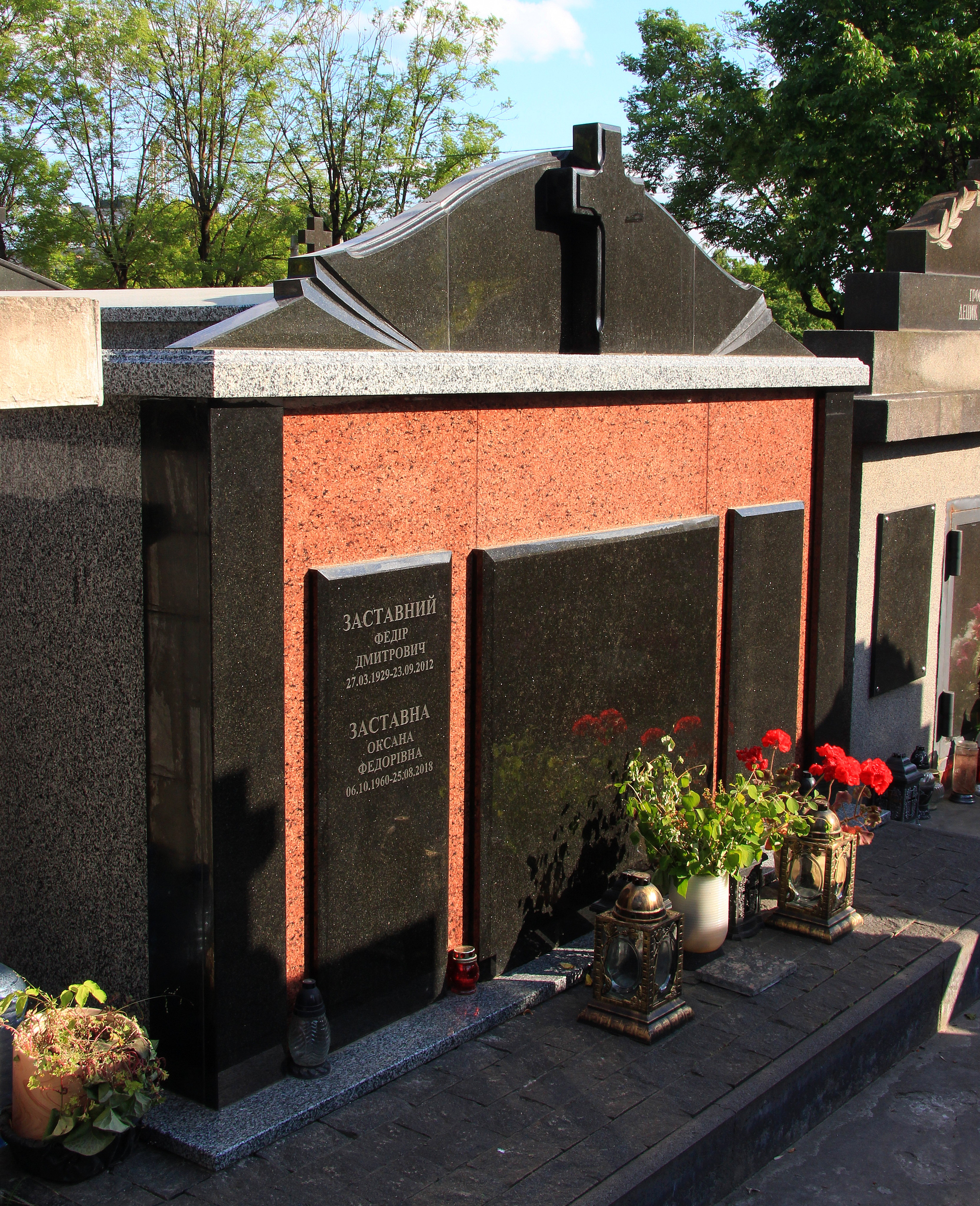

Федір Дмитрович Заставний (нар. 27 березня 1929 с. Добринів Рогатинського району Івано-Франківської області — 23 вересня 2012 м. Львів) — український географ, професор, доктор географічних наук, завідувач кафедри географії України географічного факультету Львівського національного університету імені Івана Франка (1990—2009 рр.), лауреат премії імені О. Г. Шліхтера АН України, дійсний член Наукового товариства ім. Т. Шевченка, Почесний член Українського географічного товариства, академік Академії наук Вищої школи.

## Життєпис
Народився у селянській сім'ї. У 1946—1951, після закінчення Рогатинського педучилища, навчався на географічному факультеті Львівського державного університету імені Івана Франка.
У 1957 він здобув науковий ступінь кандидата економічних наук, у 1971 р. став доктором географічних наук, а в 1972 р. — професором.
Працював:
- науковим співробітником відділу економіки Інституту суспільних наук Львівської філії АН УРСР (1951—1953),
- редактором сільськогосподарського відділу обласної газети «Вільна Україна» (1953—1955),
- доцентом географічного факультету Львівського університету (1955—1961),
- доцентом, професором та завідувачем кафедри економічної географії Львівського торговельно-економічного інституту (1961—1974).

У 1974 переїжджає до Києва, працює завідувачем відділу проблем економіки районів Ради з вивчення продуктивних сил України АН УРСР.
У 1988 повертається до Львова, стає завідувачем кафедри економічної і соціальної географії Львівського державного університету імені Івана Франка.
З 1990 стає завідувачем кафедри географії України, першої в Україні. Тривалий період він був головою Вченої ради із захисту кандидатських та докторських дисертацій за спеціальностями
«Економічна і соціальна географія» та «Конструктивна географія і раціональне використання природних ресурсів» на географічному факультеті Львівського національного університету імені Івана Франка.
Помер у Львові, похований у родинній гробниці на 59 полі Янівського цвинтаря.

## Науковець
Під його науковим керівництвом захищено близько 20 кандидатських та докторських робіт. Був науковим редактором багатьох монографій і збірників. Автор понад 300 публікацій, близько 50 книг і брошур.
Основні праці Ф. Заставного присвячені проблемам територіально-виробничих комплексів, розміщення продуктивних сил, економічного районування, географічного українознавства, географії населення та етногеографії України.
У 1980-х за його ініціативою було розроблено наукові прогнози розвитку і розміщення продуктивних сил областей України. Популярними є також його праці з географії Західної України.
У 1990-ті започаткував видання серії українознавчих праць під рубрикою «Народознавчі студії». У серії вийшли його праці, присвячені східній і західній українській діаспорі, українським етнічним землям, населенню України, українському геополітику і водночас всесвітньо відомому фізику проф. Івану Пулюю, демографічним втратам України в ХХ ст., Всеукраїнському перепису населення 2001 р.
Автор багатьох підручників та посібників з географії України для учнів середніх шкіл і студентів вищих навчальних закладів.
Наприкінці 1980-х він підготував навчальний посібник для студентів географічних факультетів університетів і педінститутів під назвою «Географія України».
У 1994 випустив великого формату навчальний посібник для студентів вищих навчальних закладів у двох книгах «Географія України».
Підготував також підручники для загальноосвітніх шкіл з фізичної географії України (для 8 класів) та економічної і соціальної географії України (для 9 класів). Перше видання їх з'явилося у 1999 р. Ці підручники витримали декілька видань, їх було перекладено для шкіл з мовами викладання національних меншин в Україні.
На початку 2004 спільно з проф. К. Кусіньські опублікував польською мовою у Видавництві Варшавського університету монографію «Україна (природа, населення, господарство)».
У 2007 випустив нову монографію з проблем депресивності в Україні. Підготував та опублікував у журналі «Географія та основи економіки в школі» цикл наукових статей про економічні райони України. У 2009 опубліковано монографію «Економічна райони України: реалії та перспективи».

## Відзнаки
За цикл робіт з дослідження формування та розвитку територіально-виробничих комплексів в 1980 р. він удостоєний премії імені О. Г. Шліхтера АН УРСР з економіки.